# Студентський парк (Львів)
Студе́нтський парк (Парк студентів) — невеликий парк у Франківському районі Львова.
Загальна площа зеленої зони — 15 га, у межах парку — 6 га.
Студентський парк розташований біля гуртожитків Львівської Політехніки, від яких й отримав свою назву. Парк розташований на схилах пагорба, що між вулицями Сахарова, Бой-Желенського та Лукаша. Місцями схили дуже круті, у двох місцях ними прокладено сходи, що ведуть від вулиці Сахарова до гуртожитків. Зротають дерева: верба козяча, горобина звичайна, верба біла, тополі, клени, каштани, липи, акації, дуби, берези, горіхи волоські, осика, алича, вільха, туї, ялини, сосни, ясені, модрина, глід, багряник і граби. Трапляються кущі: спірея, сніжноягідник, ліщина звичайна, свидина  і бузина.

## Історія
У польський період історії Львова це місце називалося Вулецькі пагорби, він назви цієї місцевості — Вулька. У липні 1941 року після вступу до Львова військ Вермахту тут відбувалося знищення львівських професорів. У пам'ять про ці події 2011 року споруджено меморіальний комплекс — Пам'ятник убитим львівським професорам.